# Zaprudy
Zaprudy (biał. Запруды; ros. Запруды) – wieś na Białorusi, w obwodzie brzeskim, w rejonie kobryńskim, w sielsowiecie Ostromecz.
Dawniej wieś i majątek ziemski. Istniała tu stacja pocztowa na drodze z Warszawy do Moskwy. W dwudziestoleciu międzywojennym leżały w Polsce, w województwie poleskim, w powiecie kobryńskim.
Znajduje się tu skrzyżowanie dróg republikańskich  i  oraz w pobliżu miejscowości zjazd z drogi magistralnej .
W Zaprudach znajdują się cerkiew pw. Ikony Matki Bożej „Zważ na Mą Pokorę” i kaplica pw. Objawienia Pańskiego; obie świątynie podlegają parafii prawosławnej w Łuce.